# خروبروو
خروبروو (به لهستانی:  Chrobrów) یک روستا در لهستان است که در گمینا ژاگانگ واقع شده‌است.